# Ligue de diamant 2010 - lancer du disque masculin
Navigation
2011
Le concours du lancer du disque masculin de la Ligue de Diamant 2010 s'est déroulé du 23 mai au 19 août 2010. La compétition a successivement fait étape à Shanghai, Rome, Eugene, Gateshead, Monaco et Londres, la finale se déroulant à Zürich. L'épreuve est remportée par le Polonais Piotr Małachowski, auteur notamment de trois victoires consécutives.

## Calendrier
| Date            | Meeting                    | Ville     | Pays        |
| --------------- | -------------------------- | --------- | ----------- |
| 23 mai 2010     | Shanghai Golden Grand Prix | Shanghai  | CHN         |
| 10 juin 2010    | Golden Gala                | Rome      | Italie      |
| 3 juillet 2010  | Prefontaine Classic        | Eugene    | États-Unis  |
| 10 juillet 2010 | Meeting de Gateshead       | Gateshead | Royaume-Uni |
| 22 juillet 2010 | Meeting Herculis           | Monaco    | Monaco      |
| 14 août 2010    | Aviva London Grand Prix    | Londres   | Royaume-Uni |
| 19 août 2010    | Weltklasse Zürich          | Zurich    | Suisse      |

## Faits marquants
Avant l'épreuve finale à Zurich, le Polonais Piotr Małachowski, fort de trois victoires dans les 6 premières rencontres, mène d'un point devant le très régulier Hongrois Zoltán Kővágó, l'Estonien Gerd Kanter se tenant à l'affût à 4 points. C'est l'Allemand Harting, qui ne représentait aucun danger au classement, qui remporte le Weltklasse, Małachowski assurant la 2e place tandis que ses deux adversaires les plus menaçants finissent respectivement 4e et 5e, hors points.

## Résultats
| Date | Meeting   | 1er                            | 1er   | 2e                        | 2e    | 3e                             | 3e    |
| --- | --------- | ------------------------------ | ----- | ------------------------- | ----- | ------------------------------ | ----- |
| 23 mai 2010 | Shanghai  | Zoltán Kővágó 69,69 m          | 4 pts | Robert Harting 68,69 m    | 2 pts | Piotr Małachowski 68,66 m      | 1 pt  |
| 10 juin 2010 | Rome      | Piotr Małachowski 68,78 m      | 4 pts | Gerd Kanter 67,69 m       | 2 pts | Zoltán Kővágó 67,26 m          | 1 pt  |
| 3 juillet 2010 | Eugene    | Piotr Małachowski 67,66 m      | 4 pts | Zoltán Kővágó 67,55 m     | 2 pts | Jason Young 66,95 m            | 1pt   |
| 10 juillet 2010 | Gateshead | Piotr Małachowski 69,83 m (NR) | 4 pts | Zoltán Kővágó 67,02 m     | 2 pts | Casey Malone 65,60 m           | 1 pt  |
| 22 juillet 2010 | Monaco    | Gerd Kanter 67,81 m            | 4 pts | Zoltán Kővágó 66,89 m     | 2 pts | Piotr Małachowski 66,45 m      | 1 pt  |
| 14 août 2010 | Londres   | Gerd Kanter 67,82 m            | 4 pts | Zoltán Kővágó 65,54 m     | 2 pts | Virgilijus Alekna 65,33 m (SB) | 1 pt  |
| 19 août 2010 | Zürich    | Robert Harting 68,64 m         | 8 pts | Piotr Małachowski 68,48 m | 4 pts | Mario Pestano 66,49 m          | 2 pts |
| Records et Performances - AR : Record continental (area record) - CR : Record des championnats (championship record) - MR : Record du meeting (meet record) - NR : Record national (national record) - OR : Record olympique (olympic record) - PR : Record paralympique (paralympic record) - PB : Record personnel (personal best) - SB : Meilleure performance personnelle de la saison (season's best) - WL : Meilleure performance mondiale de l'année (world leader) - WJR : Record du monde junior (world junior record) - WR : Record du monde (world record) Circonstances et Conditions - DNF : N'a pas terminé (did not finish) - DNS : N'a pas pris le départ (did not start) - DQ : Disqualification (disqualification) - NM : Aucun essai valable enregistré (No Mark) - Q : Qualifié « directement » au prochain tour (ou à la prochaine compétition), lors d'une compétition majeure, grâce au classement ou à la réalisation des minima (automatic qualifier) - q : Qualifié au prochain tour (ou à la prochaine compétition), lors d'une compétition majeure, grâce au repêchage ou à la réalisation de l'une des meilleures performances parmi celles des « non qualifiés directement » (grâce au meilleur temps ou à la meilleure distance par exemple) (secondary qualifier) |           |                                |       |                           |       |                                |       |

## Classement général
| Rang | Athlète                                    | Points |
| ---- | ------------------------------------------ | ------ |
| 1    | Piotr Małachowski                          | 18     |
| 2    | Zoltán Kővágó                              | 13     |
| 3    | Robert Harting Gerd Kanter                 | 10     |
| 4    | Mario Pestano                              | 2      |
| 5    | Virgilijus Alekna Casey Malone Jason Young | 1      |